# Humanitaire corridor
Een humanitaire corridor is een soort tijdelijke gedemilitariseerde zone die bedoeld is om de veilige doorvoer van noodhulp naar en/of vluchtelingen uit een crisisgebied mogelijk te maken. Een dergelijke corridor kan ook worden geassocieerd met een no-fly zone of no-drive zone.
In het tijdperk na de Koude Oorlog zijn verschillende soorten "humanitaire corridors" voorgesteld, hetzij door een of meer van de strijdende partijen, hetzij door de internationale gemeenschap in het geval van een humanitaire interventie. Tijdens de Syrische burgeroorlog werden veel humanitaire corridors gebruikt.

## VN-veilige gebieden
De VN-veilige gebieden waren humanitaire corridors die in 1993 op het grondgebied van Bosnië en Herzegovina tijdens de Bosnische oorlog werden opgericht door verschillende resoluties van de Veiligheidsraad van de Verenigde Naties.

## Nadelen
Pauzes in dit soort conflicten hebben ook hun eigen nadelen. "Corridors zijn per definitie beperkt in geografische reikwijdte en dus geen ideale oplossing", aldus Ruba Afani, woordvoerder van het Internationale Comité van het Rode Kruis in Jordanië. Regeringen moeten akkoord gaan met een corridor en zich dan aan de overeenkomst houden. Ian Hurd, een expert in internationaal recht en universitair hoofddocent politieke wetenschappen aan de Northwestern-universiteit in Illinois, is sceptisch. Over de situatie in Syrië zei hij: "Ik zou verwachten dat de Assad-regering een dergelijk gebied zou bombarderen of uithongeren". Een corridor vereist een beschermende militaire aanwezigheid om effectief te zijn.

## Lijst van (voorgestelde) humanitaire corridors
- Tijdens de Slag om Marioepol in maart 2022, tweemaal stilgelegd door aanslagen
- VN-veilige gebieden
- Lacin-corridor
- Tijdens de Slag bij Grozny (1999-2000)
- Tijdens cycloon Nargis, activisten reageerden op de blokkade van hulpverlening
- Tijdens de Russisch-Georgische Oorlog van 2008
- Nord-Kivu, campagne in 2008 voor humanitaire hulpcorridor
- Humanitaire wapenstilstanden tijdens het conflict in de Gazastrook van 2008-2009
- Tijdens de Eerste Libische burgeroorlog, humanitaire situatie
- Veilige zone tijdens de Syrische burgeroorlog[4]

## Verder lezen
- Djukić, Dražan (2018). The Companion to International Humanitarian Law. Brill Publishers, pp. 391. ISBN 978-90-04-34201-9. Gearchiveerd op 28 maart 2023.
- Rolando, Francesco (2018). Humanitarian Corridors to Italy: An Interview with Professor Paolo Naso. Harvard International Review 39 (2): 64–67. ISSN: 0739-1854.